# Famille de Buffalo
 (mai 2011).
Si vous disposez d'ouvrages ou d'articles de référence ou si vous connaissez des sites web de qualité traitant du thème abordé ici, merci de compléter l'article en donnant les références utiles à sa vérifiabilité et en les liant à la section « Notes et références ».
La famille de Buffalo est une organisation mafieuse créée en 1910 à Buffalo (État de New York) et faisant partie des 25 familles de la Mafia américaine.
La famille de Buffalo, appelée aussi The Arm (Le Bras), a été une puissante famille du crime en Amérique du Nord des années 1920 aux années 1980. Son apogée correspond au règne de son plus puissant patron, Stefano Magaddino, connu pour ses amis et associés sous le nom de « Don Stefano » et pour les médias sous celui de « The Undertaker » (le fossoyeur).
La famille de Buffalo est basée à Buffalo et était aussi à New York durant le XXe siècle, mais le groupe a également eu des intérêts et dominé des groupes satellites, ou autres « crews » (équipes), comme à Rochester et Utica dans l'État de New York, dans l'Est de la Pennsylvanie, à Youngstown, dans l'Ohio et dans le sud de l'Ontario dans les villes proches des chutes du Niagara, à Hamilton et à Toronto. La famille de Buffalo est encore active au XXIe siècle, mais la répression des autorités a fait que certains médias ont estimé que cette famille du crime, l'une des plus puissantes de Cosa Nostra jusqu'à récemment, serait au bord de l'extinction. La famille a un pouvoir particulièrement important dans les environs des chutes du Niagara.

## Liste chronologique des parrains
- 1908–1912 – Angelo « Buffalo Bill » Palmieri – Il fut le premier parrain sicilien à Buffalo qui réunit avec le groupe DiCarlo en 1910. Il démissionna de son poste de Boss en 1912 et devint l'Underboss de DiCarlo.
- 1912–1922 – Joseph Peter DiCarlo Sr.
- 1922–1974 – Stefano « The Undertaker » Magaddino – Il est le parrain officiel, survivant à un nombre important de tentatives d'assassinat. Il meurt de causes naturelles le 19 juillet 1974, à l'âge de 82 ans.
  - 1962–1967 (en fonction officieuse) – Frederico « Fred Lupo/the Wolf » Randaccio – emprisonné en juin 1967.
- 1969–1974 – La famille de Buffalo se divise en quatre factions – « Faction de Magaddino-Randaccio », « Faction de Pieri-Frangiamore », « Faction de Fino-Sansanese » et la « Faction de Rochester ».
  - 1969–1970 (en fonction officieuse) – Salvatore « Sam » Pieri – leader de la faction Pieri-Frangiamore qui devient le parrain officieux jusqu'à son arrestation en 1970.
  - 1970–1972 (en fonction officieuse) – Joseph Fino – leader de la faction de Fino-Sansanese, arrêté en 1972 et démis de ses fonctions.
  - 1972–1974 – Samuel « Sam the Farmer » Frangiamore – leader de la faction Pieri-Frangiamore qui fut le parrain officieux de juillet 1972 jusqu'à la mort de Magaddino en juillet 1974.
- 1974–1984 – Samuel « Sam the Farmer » Frangiamore – Il devint le parrain officiel par la commission en remplacement de Magaddino. Il démissionne et se retire en 1984.
  - 1984 (en fonction officieuse) – Joseph Pieri Sr. – leader de la faction Pieri-Frangiamore. Il était Underboss de Frangiamore. Il fut considéré pendant un temps comme un possible successeur au poste de parrain mais il devint consigliere et prend sa retraite en 1987.
- 1985–2006 – Joseph « Lead Pipe Joe » Todaro Sr. – Il devient le parrain officiel décidé par la Commission. En 1995, il part en semi-retraite et vécut à Fort Lauderdale en Floride. 
  - 1995–2006 (en fonction officieuse) – Joseph « Big Joe » Todaro Jr. – fils du précédent et Underboss, contrôla la famille, semi-retraité.
- 2006–aujourd'hui– Joseph « Big Joe » Todaro Jr. – D'après le FBI, il semblerait qu'il soit toujours le parrain de la famille.